# Элоиза
Элои́за (около 1100 — 16 мая 1164) — возлюбленная, тайная супруга и ученица Пьера Абеляра, фигурирующая в «Истории моих бедствий». Выдающаяся женщина своего времени: читала философские книги, знала латинский, греческий и древнееврейский языки. Родилась в скандальном союзе Герсенды Шампанской (Эрсенде де Шампань), владычицы Монсоро (основательницы аббатства Фонтевро) с сенешалем Франции Гилбертом Гарландским (Жильбер-Пайен де Гарланд). Племянница влиятельного парижского каноника Фульбера.

## Биография
Ни о родителях, ни о родине Элоизы точных сведений нет. Известно, что она рано осиротела и её дядя, Фульбер, каноник собора Богоматери (монастырь Нотр-Дам д’Аржантейль), взял её к себе, и дал девушке прекрасное образование.
В 1117 году Пьер Абеляр познакомился с Элоизой и вошёл в дом Фульбера, предложив ему закончить научное образование девушки за ничтожную плату. Они занимались ивритом и греческим языками, этическими и теологическими вопросами, а также диалектикой. Узнав о романе между ними, Фульбер прекратил свидания влюблённых. Тогда Абеляр ночью, в отсутствие каноника, похитил Элоизу и отправил её, переодетую монахиней, в Бретань, к своей сестре. Здесь она родила сына, которого назвала Астролябием. Она долго отказывалась вступить в брак с Абеляром; в её письмах ясно высказывается мысль, что философу нельзя связывать себя семейными узами. Вступив в брак, по её словам, Абеляр не мог бы сохранить своего положения в школе, читать богословие и достигнуть высших ступеней церковной иерархии. По настоянию Абеляра, которому необходимо было оставаться в Париже для учёных занятий, Элоиза согласилась тайно обвенчаться с ним. В одной из отдалённых парижских церквей, в присутствии дяди, состоялось бракосочетание, после чего каждый из супругов вернулся в свой дом. Абеляр и Элоиза скрывали свой брак. Позже Абеляр отвёз её в Аржантельский монастырь, где она раньше воспитывалась, и дозволил ей облачиться в одеяние послушниц, но запретил постригаться. В монастыре они виделись нередко; Абеляр снабжал Элоизу деньгами. Двусмысленное поведение Абеляра по отношению к Элоизе, которую он держал безвыходно в монастыре, вызвало грязные толки. Из-за этого с Абеляром случилось известное несчастье (его оскопили) — месть со стороны Фульбера и его родственников. Как только весть об этом дошла до женщины, она сейчас же постриглась в монахини. И здесь видна светлая личность Элоизы: она исполнила приказание Абеляра, так как он мог быть допущен в монастырь только в случае пострижения его супруги. Она оплакивает не столько свою молодость — влечения к монашеской жизни у неё не было, — сколько своего возлюбленного, который, из-за несчастного брака, стал несчастным. «Зачем я, нечестивая, стала твоей женой, чтобы принести тебе горе? Прими ж мое искупление, которое я добровольно выбираю».
В конечном итоге любовь Элоизы и Абеляра закончилась для них трагически: оба ушли в монастырь. Однако они переписывались, и эти письма сохранились. Позже Элоиза стала настоятельницей аржантёйского монастыря Св. Марии (фр. Sainte Marie d'Argenteuil) и аббатисой монастыря Параклет (фр. abbaye du Paraclet; просуществовал до революции).
Абеляр умер 21 апреля 1142 года. Его прах был перевезен в Параклет. Элоиза, скончавшаяся 16 мая 1163 года, в том же возрасте, что и Абеляр, была погребена с ним в одной могиле. Ныне их останки покоятся в Париже на кладбище Пер-Лашез.
Современные учёные всё ещё не уверены, написала ли сама Элоиза письма, традиционно приписываемые ей, или же это подлог более поздних авторов-мужчин.
В названии романа в письмах «Юлия, или Новая Элоиза» Жан-Жака Руссо содержится отсылка к истории Элоизы и Абеляра (их переписка была широко известна в XVIII веке), на которую похожа судьба главных героев романа Юлии д’Этанж и Сен-Прё.